# Francesco Branciforti
Francesco Branciforti (1923 – Terni, 12 novembre 2007) è stato un filologo italiano.

## Biografia
Laureatosi a Catania con Salvatore Santangelo, si perfezionò in filologia romanza con Mario Casella a Firenze. La sua tesi di perfezionamento, incentrata sul Canzoniere di Lanfranco Cigala, è stata pubblicata da Olshki, Firenze, 1954, con prefazione di Mario Casella.
Si occupò di letteratura medievale in particolare dei canti dei trovatori e dei testi in siciliano del Medioevo. 
Insegnò, nelle Università di Messina e di Catania, filologia romanza e, per breve tempo, Storia della lingua italiana. Negli anni Settanta-Ottanta ricoprì la carica di presidente della Società di Storia Patria di Catania.
Più tardi si appassionò allo studio del verismo e dal 1978 diventò ispiratore e propulsore della Fondazione Verga, riuscendo ad assicurare alla stessa, tramite acquisto da parte della regione siciliana, il patrimonio culturale e filologico dei manoscritti originali di Giovanni Verga ed a promuovere l'Edizione Nazionale che fino al momento ha pubblicato 10 volumi (mancano I Malavoglia, che Branciforti doveva curare personalmente).
Fu direttore della rivista quadrimestrale Medioevo Romanzo.
Promosse numerosi Convegni internazionali e fu relatore in tantissime occasioni ad alto livello.
Morì a 84 anni, il 12 novembre 2007, in un tragico incidente stradale avvenuto a Terni, assieme alla moglie.

## Scritti
- Il Canzoniere di Lanfranco Cigala, ed. Olshki, Firenze, 1954, con prefazione di Mario Casella, nella Biblioteca dell'«Archivum Romanicum»
- curò l'edizione del racconto ovidiano di Piramus et Tisbé, «Archivum Romanicum», 1959
- curò l'edizione della produzione devota di Pero López de Ayala " El libro de Job e La flores de los Morales de Job"
- Una ouverture per Cavalleria rusticana, Biblioteca della Fondazione Verga, Catania 2003 (con Elisa Ferrata).